# Éclairement lumineux
L’éclairement lumineux est la grandeur définie par la photométrie correspondant à la sensation humaine sur la manière dont une surface est éclairée. Pour qu'un objet qui ne produit pas de lumière par lui-même soit visible, il faut qu'il reçoive de la lumière. Plus il en reçoit, plus il est clair, et visible distinctement. La photométrie définit rigoureusement la lumière reçue, afin de pouvoir calculer cette grandeur, connaissant l'intensité lumineuse des sources de lumière, leur distance et leur direction.
L'éclairement lumineux est la seule grandeur photométrique directement mesurable. On l'évalue à l'aide d'un transducteur optique-électronique inséré dans une cellule photoélectrique. Dans le Système international d'unités, il s’exprime en lux (lx).

## Définition
En photométrie, l'éclairement lumineux correspond à un flux lumineux reçu par unité de surface ; autrement dit l’éclairement lumineux en un point est la densité surfacique du flux lumineux arrivant au point considéré de la surface. 
Si un élément de surface {\displaystyle \mathrm {d} S} reçoit un flux élémentaire {\displaystyle \mathrm {d} \Phi },
{\displaystyle E={\frac {\mathrm {d} \Phi }{\mathrm {d} S}}}.
L'éclairement lumineux ne désigne que la lumière qui arrive sur la surface ; la grandeur d'émission homologue est l'exitance lumineuse qui s'exprime en lm m−2.

### Calculs de base
En conséquence de la définition des autres grandeurs, l'éclairement d'un élément de surface perpendiculaire à la direction d'une source d'intensité lumineuse {\displaystyle I} à une distance {\displaystyle d} de la source est :
{\displaystyle E={\frac {I}{d^{2}}}}.
Plus généralement, si {\displaystyle \theta } est l'angle d'incidence, c'est-à-dire l'angle entre la direction de la source et la normale à l'élément de surface :
{\displaystyle E={\frac {I}{d^{2}}}\cdot \cos \theta }.
En présence de plusieurs sources, on peut ajouter les contributions des différentes sources.
Connaissant la densité spectrale d'éclairement énergétique {\displaystyle e'(\lambda )}, et {\displaystyle V(\lambda )} étant la fonction d'efficacité lumineuse spectrale relative, l'éclairement lumineux s'écrit : 
{\displaystyle E=\int _{380\ \mathrm {nm} }^{780\ \mathrm {nm} }683\ V(\lambda )\ e'(\lambda )\ \mathrm {d} \lambda }.
En pratique les valeurs de le calcul est effectué par sommation sur des bandes de 5 nm (voire 1 nm pour des applications plus précises) à partir des éclairements énergétiques {\displaystyle E_{i}^{'}} de chaque bande {\displaystyle i} :
{\displaystyle E=\sum _{380\ \mathrm {nm} }^{780\ \mathrm {nm} }683\ V(\lambda )\ E_{i}^{'}}.

## Unités
L'unité d'éclairement dans le Système international d'unités est le lux.
- Une source dont l'intensité lumineuse est de 1 candela donne à 1 mètre un éclairement de 1 lux ;
- Un flux lumineux de 1 lumen (lm) couvrant uniformément 1 mètre carré (m2) donne un éclairement 1 lux.

Parmi les autres unités, on compte :
- le phot (ph) ou le lumen par centimètre carré (1 ph = 1 lm cm−2 = 10 000 lx) ;
- le lumen par pied carré ou foot-candle (fc) (1 fc = 1 lm ft−2 ≈ 10,764 lx), unité utilisée dans le système impérial ;
- le nox (1 nox = 1 mlx).

En optique physiologique, on mesure l'éclairement lumineux de la rétine en trolands.

### Ordres de grandeur
L'éclairement du soleil en été, de face, est de l'ordre de 80 000 lux ; la pleine lune donne environ 0,1 lux ; une nuit sans lune autorise moins de 0,001 lx.
L'œil humain est capable d'opérer sur des éclairements s’échelonnant sur douze ordres de grandeur : la présence d'un objet blanc peut être discernée avec « cette obscure clarté qui tombe des étoiles », de l'ordre de 5 × 10−5 lx, et inversement on peut encore lire un texte sous un éclairage de 108 lx, bien qu'assez péniblement.[réf. nécessaire]

## Mesure
L'éclairement lumineux est la grandeur photométrique accessible à la mesure directe, il est mesuré à l'aide d'un luxmètre. La découverte de l'effet photoélectrique a permis au XXe siècle le développement d'appareils portables, donnant directement une mesure de l'éclairement.
Le luxmètre, électrique ou électronique, est constitué d'une cellule photoélectrique précédée d'un diffuseur plan et d'un filtre optique tel que la réponse spectrale relative de l'appareil soit la plus proche possible de la fonction d'efficacité lumineuse spectrale relative {\displaystyle V(\lambda )} ; il doit aussi fournir une réponse indépendante de la distribution angulaire des luminances qui contribuent à l'éclairement.

## Applications

### Réglementations
En France, des règlements et recommandations définissent l'éclairement lumineux minimal des lieux de travail, des routes, etc.
L'article R4223-4 du code du travail impose des valeurs minimales d'éclairement sur les plans de travail ou, à défaut, au sol comme indiqué dans le tableau ci-dessous.
| Activité ou lieu concerné                                              | Éclairement minimum |
| ---------------------------------------------------------------------- | ------------------- |
| Voies de circulation intérieures                                       | 40 lux              |
| Escaliers et entrepôts                                                 | 60 lux              |
| Locaux et travail, vestiaires, sanitaires                              | 120 lux             |
| Locaux aveugles affectés à un travail permanent                        | 200 lux             |
| Zones et voies de circulation extérieures                              | 10 lx               |
| Espaces extérieurs où sont effectués des travaux à caractère permanent | 40 lx               |

Les normes de la série NF EN 12464-1 et NF EN 12464-2 rassemblent les recommandations pour l'éclairage des lieux de travail respectivement intérieur et extérieur. En voici quelques exemples ci-dessous.
| Activité ou lieu concerné                                | Éclairement exigé |
| -------------------------------------------------------- | ----------------- |
| Zones de circulation et couloirs                         | 100 lux           |
| Escaliers, escaliers roulants, tapis roulants            | 100 lux           |
| Vestiaires, sanitaires, salles de bains, toilettes       | 200 lux           |
| Classement, transcription, atelier, etc.                 | 300 lux           |
| Écriture, dactylographie, lecture, traitement de données | 500 lux           |
| Salles de conférence et de réunions                      | 500 lux           |

La série de normes NF EN 13201 définit les recommandations des éclairements pour l'éclairage public, selon les différents types de zones (trafic motorisé, zones de conflit, piétons et cyclistes), entre 2 et 50 lx.

### Photographie
La photométrie une application dans la photographie, argentique ou électronique, où l'on cherhce à contrôler l'exposition lumineuse. On fabrique des photomètres convertissant directement la valeur de l'éclairement lumineux en paramètres photographiques, couramment appelés cellule. Ces appareils sont adaptés à l'usage qu'en font les photographes.
L'objet à photographier n'est pas plat. Chacune de ses parties font donc face à une direction. L'éclairement varie selon la direction. Le photographe doit trouver une valeur convenable pour l'ensemble de ces éléments de surface.
En éclairage artificiel, la surface de mesure plane se dirige vers la source principale, donnant la valeur de l'éclairement pour les plus hautes lumières, qui va servir à déterminer les réglages. On peut éteindre les autres sources pour mesurer. Mais il faut aussi tenir compte de la lumière qui arrive d'autres directions, et plutôt que d'effectuer plusieurs mesures et de calculer ensuite la somme des éclairements, avant de convertir ce résultat en paramètres de l'appareil photographique, les photographes préfèrent utiliser, à la place du plan de mesure, une demi-sphère, désignée couramment comme sphère d'intégration.
Comme la valeur en lux de l'éclairement intéresse moins les photographes que les réglages à reporter sur leur appareils, ces appareils utilisent souvent des unités logarithmiques (EV ou IL), à partir desquelles il est plus facile de calculer les valeurs d'ouverture et de temps de pose pour le réglage des appareils. Ces unités pratiques ne se réfèrent à l'éclairement que si l'appareil de mesure est un photomètre, placé dans la lumière à la place du sujet.
Dans le cas où la cellule est à la place de l'appareil de prise de vue, pour calculer l'éclairement du sujet, il faut mettre à sa place une surface dont on connaît les caractéristiques. On utilise pour cela des chartes gris neutre, qui ont aussi l'avantage de permettre le réglage des dominantes de couleurs.
En cinéma et en vidéo, la question se pose un peu différemment, puisque le temps de pose est invariable dans les prises de vues courantes, et qu'on s'efforce de garder, quand on peut, la même ouverture de diaphragme pour conserver une régularité entre les plans. Les photomètres destinés à ce marché indiquent souvent la valeur de l'éclairement, en plus du diaphragme à reporter pour une sensibilité donnée, qui en dérive par une opération simple. En éclairage artificiel, on décide de l'éclairement du sujet et on mesure, pour chaque scène, la lumière principale (keylight) et le débouchage des ombres, dont le rapport donne le contraste. Pour ces évaluations, la valeur de l'éclairement est aussi pratique qu'une valeur en EV.